# Salomo Sachs

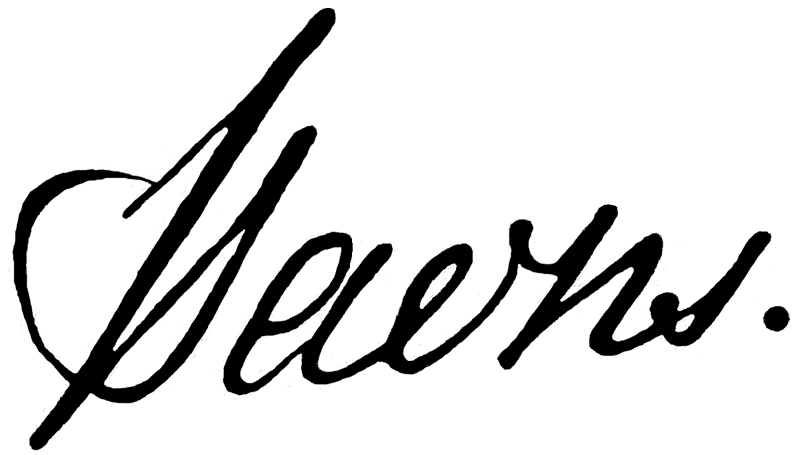
Handtekening van bouwinspecteur Salomo Sachs van de overheid

Salomo Sachs (Hebreeuws זקס שְׁלֹמֹה‎| Šəlomoh Sachs) (Berlijn, 22 december 1772 – Berlijn, 14 mei 1855) was een Joods Pruisisch architect, astronoom, Pruisisch bouwambtenaar, wiskundige, tekenleraar voor architectuur, leraar voor machinetekeningen, deskundige, bouweconoom, schrijver, auteur van non-fictie- en leerboeken en universele geleerde. Hij bereikte de rang van een overheidsgebouw-inspecteur en met zijn neef majoor Meno Burg zij waren de enige mannen in de Pruisische ambtenarij die geen afstand hadden gedaan van hun joodse geloof.
Sachs werd op 22 december 1772 in Berlijn geboren, de zoon van  Joel Jacob Sachs (* 30 juli 1738 in Berlijn; † 18 april 1820 in Berlijn) en zijn tweede vrouw Esther Sachs (ca. 1746-1813).
- Gemeinsame Normdatei: 122223284
- International Standard Name Identifier: 0000 0001 0966 8136
- Library of Congress Control Number: nr2001004555
- Nationale Bibliotheek van Tsjechië: ntk20241243851
- Nationale Bibliotheek van Israël: 987007304765105171
- Nederlandse Thesaurus van Auteursnamen: 153780924
- Réseau des bibliothèques de Suisse occidentale: 02-A022503797
- Virtual International Authority File: 42714324
- WorldCat: E39PBJqw4pmcVXDBdG3hYbh8md